# 漢斯貝格山
48°28′28″N 14°08′46″E / 48.47446°N 14.14617°E
漢斯貝格山（德語：Hansberg），是奧地利的山峰，位於該國北部，由上奧地利州負責管轄，處於溫貝格山麓聖約翰，海拔高度850米，該山峰設有滑雪招待所。